# Barbara
Barbara  è un nome proprio di persona italiano femminile.

## Varianti
- Femminili: Barbera[3][4]
  - Alterati: Barbarella[3][4], Barbarina[3], Barberina[3]
- Maschili: Barbaro[3][4], Barbero[4]
  - Alterati: Barbarino[3], Barberino[3]

### Varianti in altre lingue
- Asturiano: Barbora[6]
- Basco: Barbare[6]
- Bulgaro: Варвара (Varvara)[2]
- Catalano: Bàrbara[6]
- Ceco: Barbora[2]
- Croato: Barbara[2]
- Danese: Barbara
- Esperanto: Barbara
- Francese: Barbara[2], Barbe[2][7]
- Georgiano: ბარბარე (Barbare)
- Greco antico: Βαρβάρα (Barbára)[1]
  - Maschili: Βάρβαρος (Bárbaros)[1]
- Greco moderno: Βαρβαρα (Varvara)[2]
- Inglese: Barbara[2], Barbra[2][7][8]
  - Medio inglese: Barbary[7][8]
- Irlandese: Báirbre[2][7]
- Islandese: Barbara
- Latino: Barbara[1][2][8]
  - Maschili: Barbarus[1]
- Ligure: Barboa[9]
- Lituano: Barbara[2]
- Macedone: Варвара (Varvara)[2]
- Olandese: Barbara
- Norvegese: Barbara[2]
- Polacco: Barbara[2]
- Portoghese: Bárbara[2]
- Russo: Варвара (Varvara)[2][7]
- Scozzese: Barabal[2][7]
- Slovacco: Barbora[2]
- Sloveno: Barbara[2]
- Spagnolo: Bárbara[2][6]
- Svedese: Barbro[2][7], Barbara[2]
- Tedesco: Barbara[2]
- Ungherese: Borbála[2][7], Barbara[2]

Forme alterate e ipocoristiche
- Ceco: Bára[2]
- Croato: Barica[2], Bara[2]
- Francese: Babette[2], Barbot[7]
- Inglese: Barb[2], Barbie[2], Babs[2], Bobbie[2], Bobbi[2]
- Irlandese: Baibín[7]
- Ligure: Barboin[9]
- Polacco: Basia[2]
- Russo: Варя (Varja)[2]
- Tedesco: Bärbel[2]
- Ungherese: Boróka[2]

## Origine e diffusione

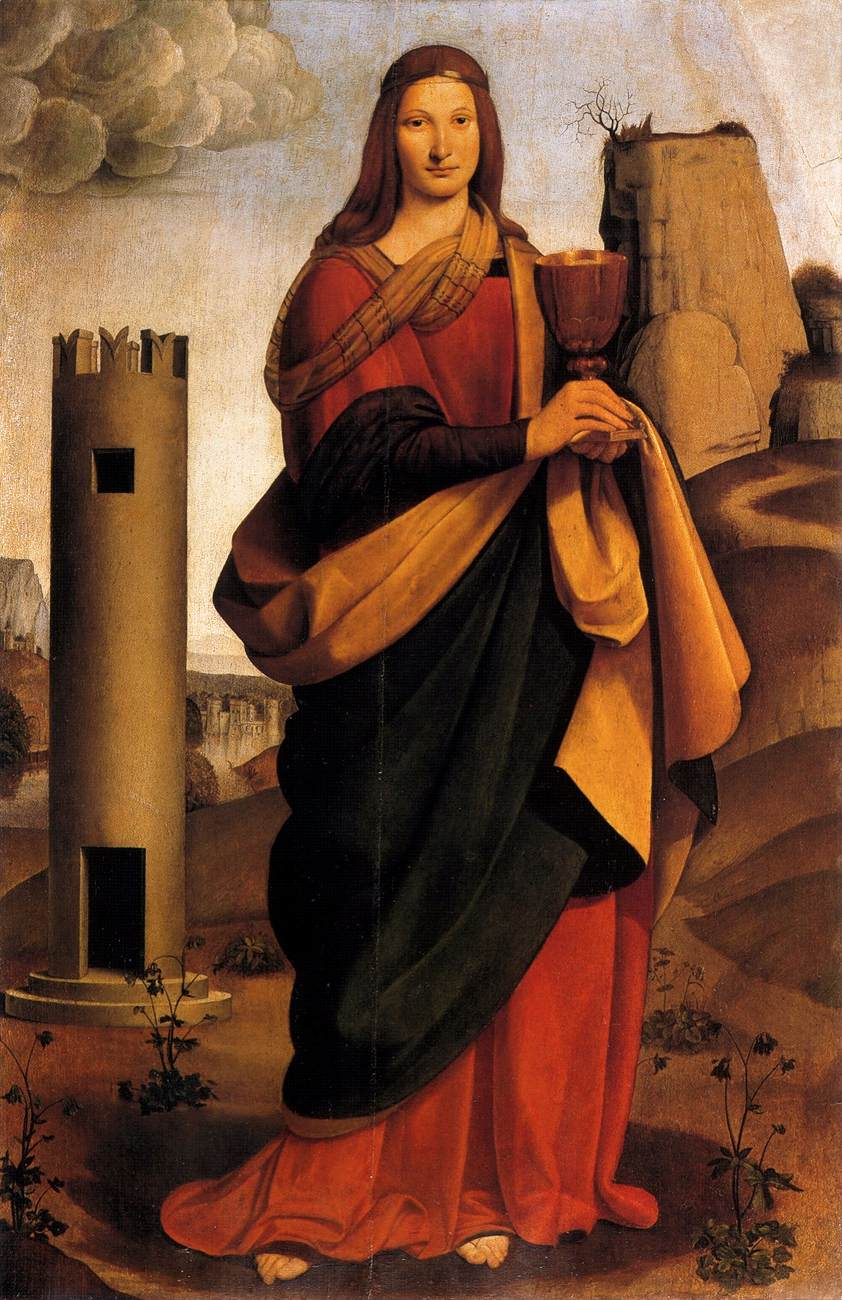
Santa Barbara in un dipinto di Giovanni Antonio Boltraffio

Continua il latino Barbara, al maschile Barbarus, entrambi cognomina abbastanza frequenti in epoca imperiale. Essi derivano dal termine greco βάρβαρος (bàrbaros), una voce onomatopeica che voleva dire in origine "balbuziente", "che non sa parlare" (simile per semantica ai nomi Balbina e Biagio); questo aggettivo venne usato per riferirsi ai popoli non greci (ossia, che non parlavano la lingua greca), e assunse quindi il significato di "strano", "straniero", "forestiero" (il significato più frequentemente riportato dalle fonti), e infine anche "non civilizzato", "barbaro".
Il nome godette di particolare fortuna in Europa durante il Medioevo a partire dal VII secolo, quando sorse il culto di santa Barbara, leggendaria martire cristiana invocata contro il fuoco e i fulmini. In Italia è attestato in tutto il territorio nazionale, con maggiore frequenza in Sicilia e Sardegna; a metà Novecento risultava meno comune che in passato, ma recuperò ben presto terreno tornando particolarmente in voga negli anni settanta: risulta infatti fra i primi dieci nomi più attribuiti alle bambine dal 1969 fino al 1977, raggiungendo il secondo posto in graduatoria (dopo Maria) nel '71 (anno in cui fu, tra l'altro, il nome femminile più attribuito in assoluto a Roma e a Bologna). 
Per quanto riguarda la diffusione nei paesi anglofoni, in Inghilterra divenne raro dopo la riforma protestante, venendo riportato in voga nel XIX secolo; ha avuto invece particolare successo negli Stati Uniti d'America, dove è stato costantemente fra i primi dieci nomi usati per le neonate tra il 1927 e il 1958. Un vezzeggiativo di Barbara è portato, tra l'altro, dalla celebre bambola Barbie, che probabilmente deve il suo nome alla figlioletta della sua ideatrice, Ruth Handler.

## Onomastico
L'onomastico si festeggia il 4 dicembre in ricordo di santa Barbara, protettrice di artiglieri, artificieri ed altri. Con questo nome si ricordano altresì diversi altri santi e sante, alle date seguenti:
- 6 maggio, san Barbaro, martire[1]
- 14 maggio, san Barbaro, soldato e martire[1]
- 17 maggio, santa Barbara, vergine e martire a Cagliari[1]
- 14 giugno, beata Barbara, clarissa di Milano[13]
- 15 giugno, santa Barbara Cui Lianzhi, madre di famiglia, martire a Liushuitao nello Hebei[13][14]
- 18 luglio, santa Varvara Jakovleva, religiosa, martire presso Alapaevsk, festeggiata dalle Chiese orientali[13]
- 1º settembre, beata Barbara, principessa di Baviera[1]
- 19 settembre, beata Barbara, monaca mercedaria spagnola, festeggiata assieme alle compagne Elisabetta, Antonia e Caterina[13]
- 6 novembre, beata Barbara Maix, fondatrice delle Suore del Cuore Immacolato di Maria

A questi si aggiungono diverse sante facenti parte dei martiri coreani: Barbara Ch'oe Yong-i (1º febbraio), Barbara Han A-Gi (24 maggio), Barbara Kim e Barbara Yi (27 maggio), Barbara Jeong Sun-mae (3 luglio), Barbara Kwon Hui e Barbara Yi Chong-hui (3 settembre), Barbara Cho Chung-I e Barbara Ko Sun-I (29 dicembre).

## Persone

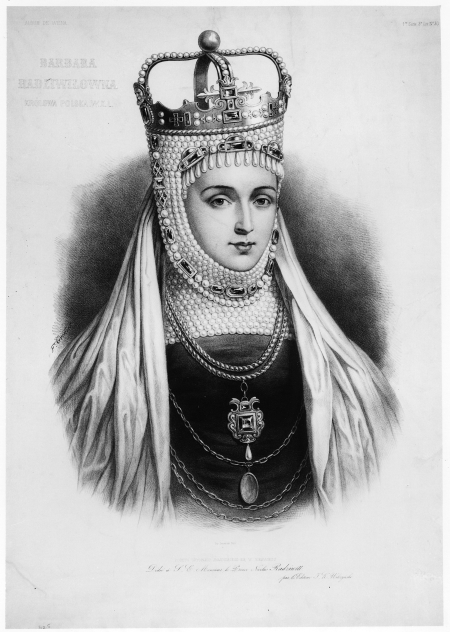
Barbara Radziwiłł

- Barbara Bel Geddes, attrice statunitense
- Barbara Berlusconi, dirigente d'azienda italiana
- Barbara Bouchet, imprenditrice e attrice tedesca naturalizzata italiana
- Barbara Boxer, politica statunitense
- Barbara Bush, first lady statunitense
- Barbara De Rossi, attrice italiana
- Barbara D'Urso, conduttrice televisiva, attrice e scrittrice italiana
- Barbara Eden, attrice e cantante statunitense
- Barbara Liskov, scienziata statunitense
- Barbara McClintock, biologa statunitense
- Barbara Palmer, amante di Carlo II d'Inghilterra
- Barbara Radziwiłł, regina consorte di Polonia e granduchessa di Lituania
- Barbara Stanwyck, attrice statunitense

### Variante Barbora

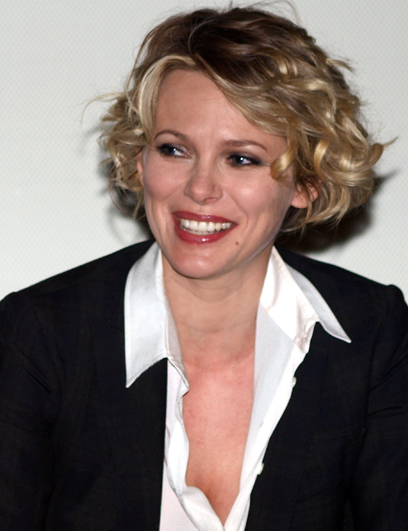
Barbora Bobuľová

- Barbora Bobuľová, attrice slovacca naturalizzata italiana
- Barbora Fabianová, cestista slovacca
- Barbora Špotáková, atleta ceca
- Barbora Záhlavová-Strýcová, tennista ceca

### Variante Bárbara
- Bárbara Elorrieta, attrice spagnola
- Bárbara Hernández, schermitrice cubana
- Bárbara Palacios, modella venezuelana

### Variante Varvara
- Varvara, cantante russa

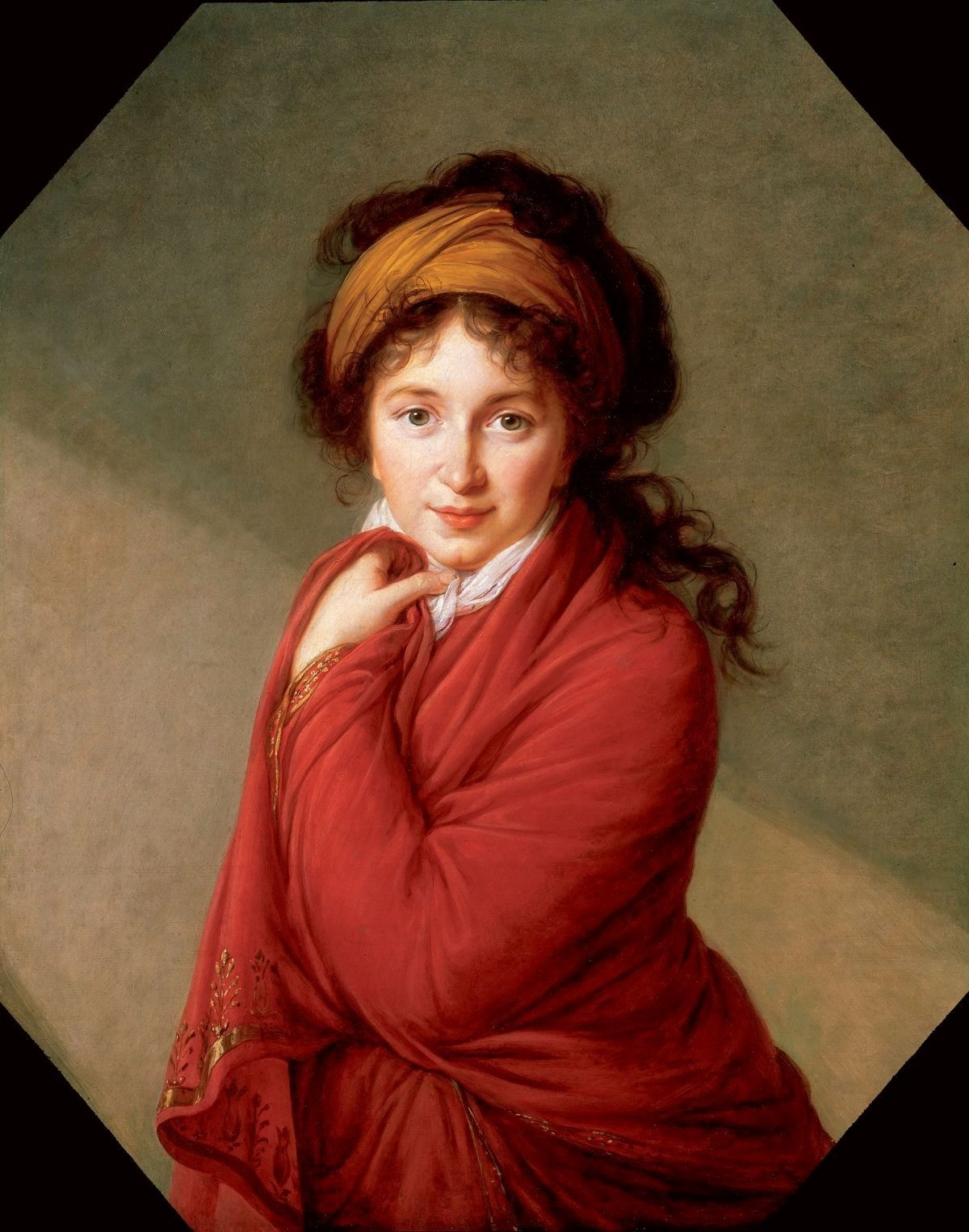
Varvara Nikolaevna Golovina

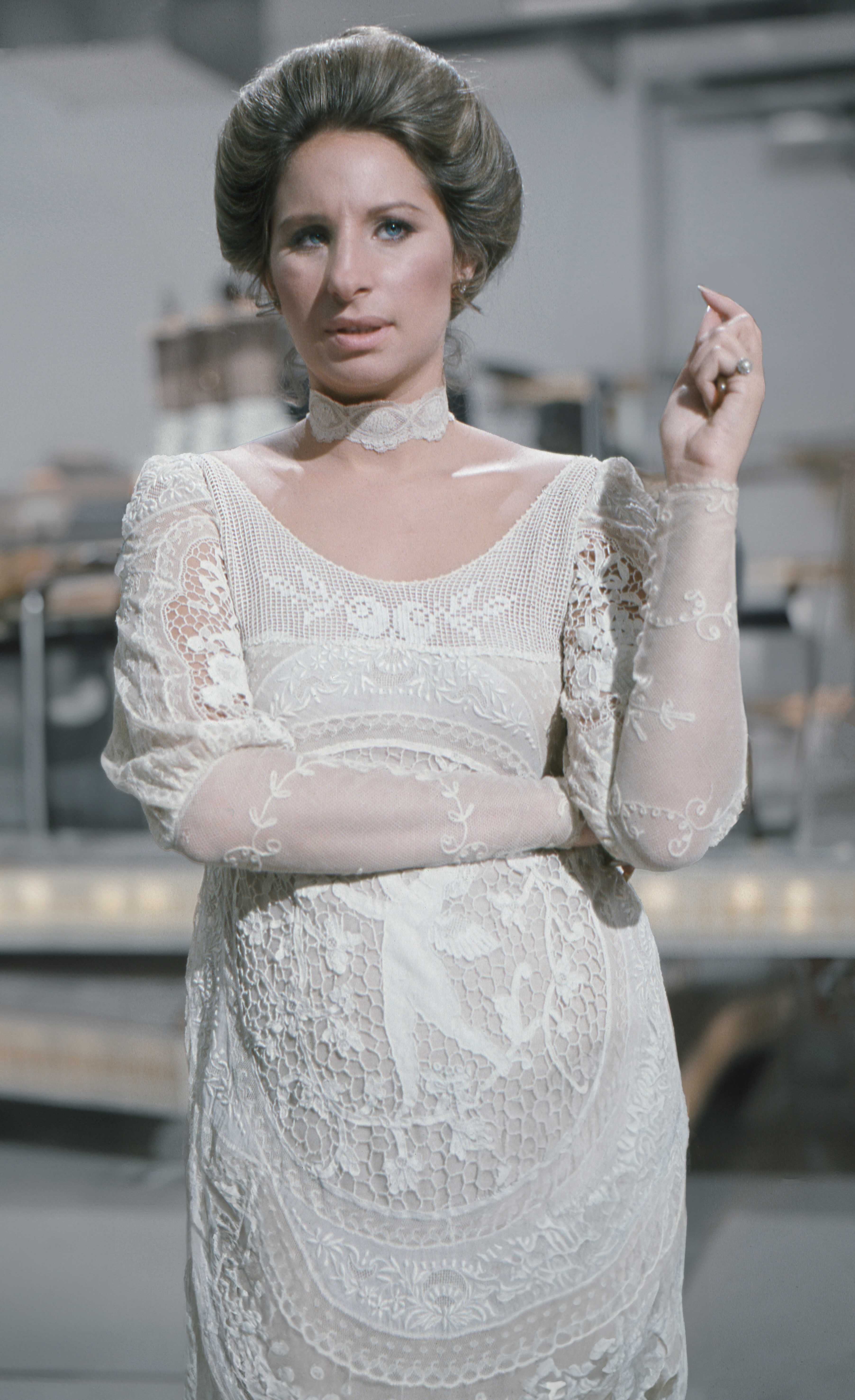
Barbra Streisand

- Varvara Ivanovna Aleksandrova, rivoluzionaria russa
- Varvara Michajlovna Arsen'eva, nobildonna russa
- Varvara Nikolaevna Golovina, nobildonna e artista russa
- Varvara Jakovleva, religiosa e santa russa
- Varvara Lepchenko, tennista uzbeka
- Varvara Arkad'evna Nelidova, nobildonna russa
- Varvara von Engelhardt, nobildonna russa
- Varvara Zelenskaja, sciatrice alpina russa

### Altre varianti femminili
- Basia A'Hern, attrice australiana
- Barbie Blank, wrestler statunitense
- Barbie Hsu, cantante, attrice e conduttrice televisiva taiwanese
- Barbro Lindgren, scrittrice svedese
- Barbra Streisand, attrice e cantante statunitense
- Basia Trzetrzelewska, cantante polacca

### Varianti maschili
- Barbaro, vescovo di Benevento
- Barbaro Lo Giudice, politico e dirigente d'azienda italiano
- Bárbaro Marín, attore cubano.

## Il nome nelle arti
- Barbara Hide è un personaggio del film del 1971 Barbara, il mostro di Londra, diretto da Roy Ward Baker.
- Barbara è un personaggio dell'omonimo film del 1980 diretto da Gino Landi e interpretato da Raffaella Carrà.
- Barbara è un personaggio dell'omonimo film del 1998 diretto da Angelo Orlando.
- Barbarina è un personaggio dell'opera di Wolfgang Amadeus Mozart Le nozze di Figaro.
- Barbarella è il personaggio protagonista dell'omonimo fumetto di fantascienza ideato dal francese Jean-Claude Forest e pubblicato sulla rivista V-Magazine nel 1962.
- Barbara Gordon è un personaggio del fumetto Batman.
- Barbara è una guerriera protagonista di una serie a fumetti ideata da Ricardo Barreiro e disegnata da Juan Gimenez.
- Barbara è il titolo di una celebre poesia di Jacques Prévert.
- Barbara Ann è il titolo di una famosa canzone del complesso musicale dei Beach Boys.
- Lady Barbara è il titolo di una canzone cantata da Renato dei Profeti e del film omonimo di Mario Amendola.
- La canzone di Barbara è il titolo di una canzone di Fabrizio De André.
- Barbara è il titolo di una canzone di Enzo Carella.
- Barbara Allen è il titolo di una celebre ballata tradizionale inglese.
- Barbara è il titolo di una canzone di Alessio.
- Dolce Barbara è il titolo di una canzone di Eros Ramazzotti.
- Barbara è il titolo di una canzone di Biagio Antonacci.
- Barbara è il titolo di una canzone di Frank Sinatra.
- Barbie Wire è un personaggio della webserie animata Helluva Boss.